# Fred Gituku
Fredrick Chomba „Fred“ Gituku (* 2. September 1973) ist ein kenianischer Badmintonspieler. 

## Karriere
Fred Gituku siegte 1994, 1996 und 1998 im Herrendoppel mit Abraham Wogute bei den Kenya International. 2006 und 2010 nahm er an den Commonwealth Games teil.

## Sportliche Erfolge
| Saison | Veranstaltung       | Disziplin    | Platz | Partner        |
| ------ | ------------------- | ------------ | ----- | -------------- |
| 1994   | Kenya International | Herrendoppel | 1     | Abraham Wogute |
| 1996   | Kenya International | Herrendoppel | 1     | Abraham Wogute |
| 1998   | Kenya International | Herrendoppel | 1     | Abraham Wogute |